# Aspidotis carlotta-halliae
Aspidotis carlotta-halliae là một loài thực vật có mạch trong họ Adiantaceae. Loài này được (W.H. Wagner & E.F. Gilbert) Lellinger (pro. hybr.) miêu tả khoa học đầu tiên năm 1968.

## Hình ảnh

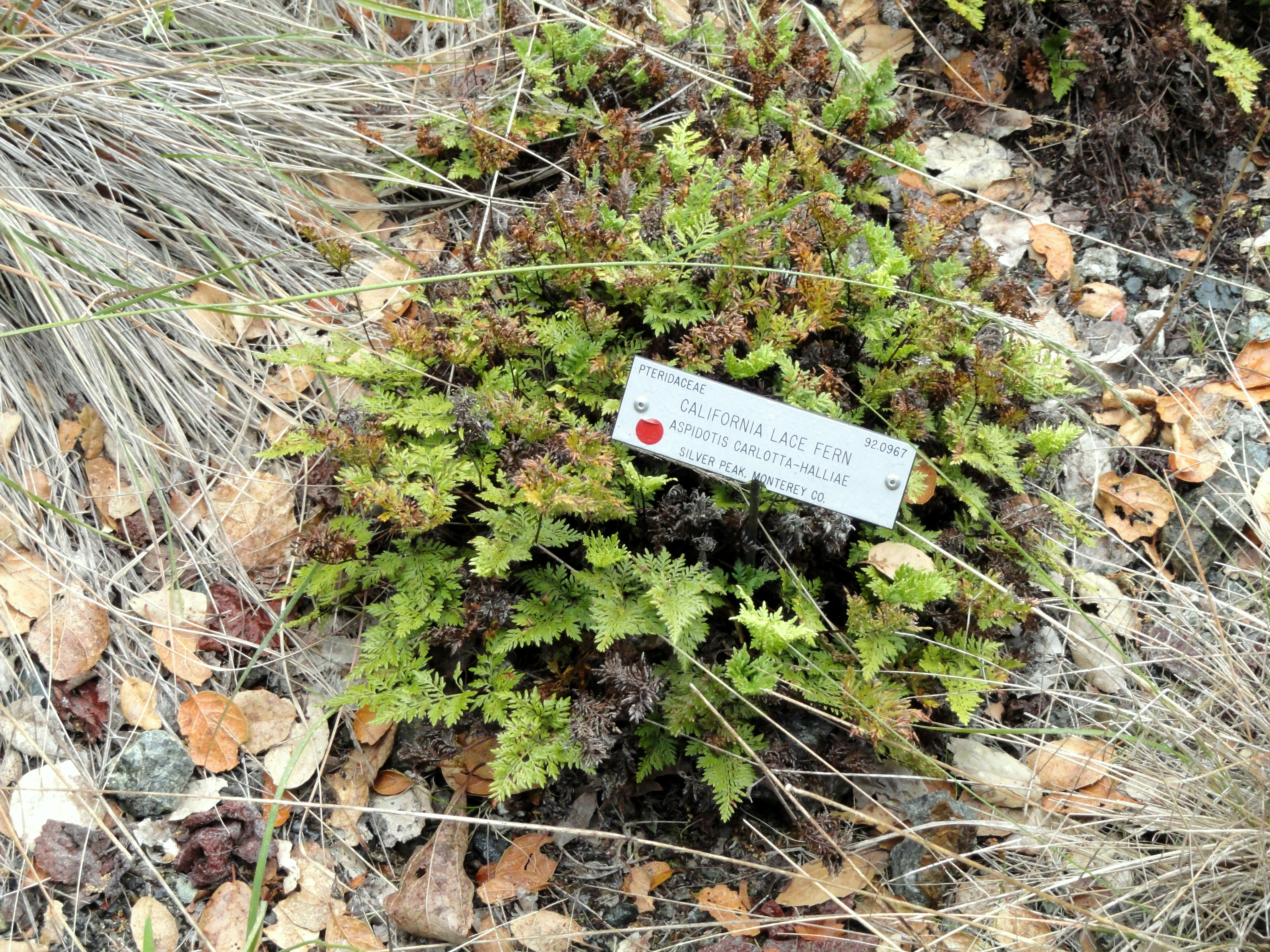
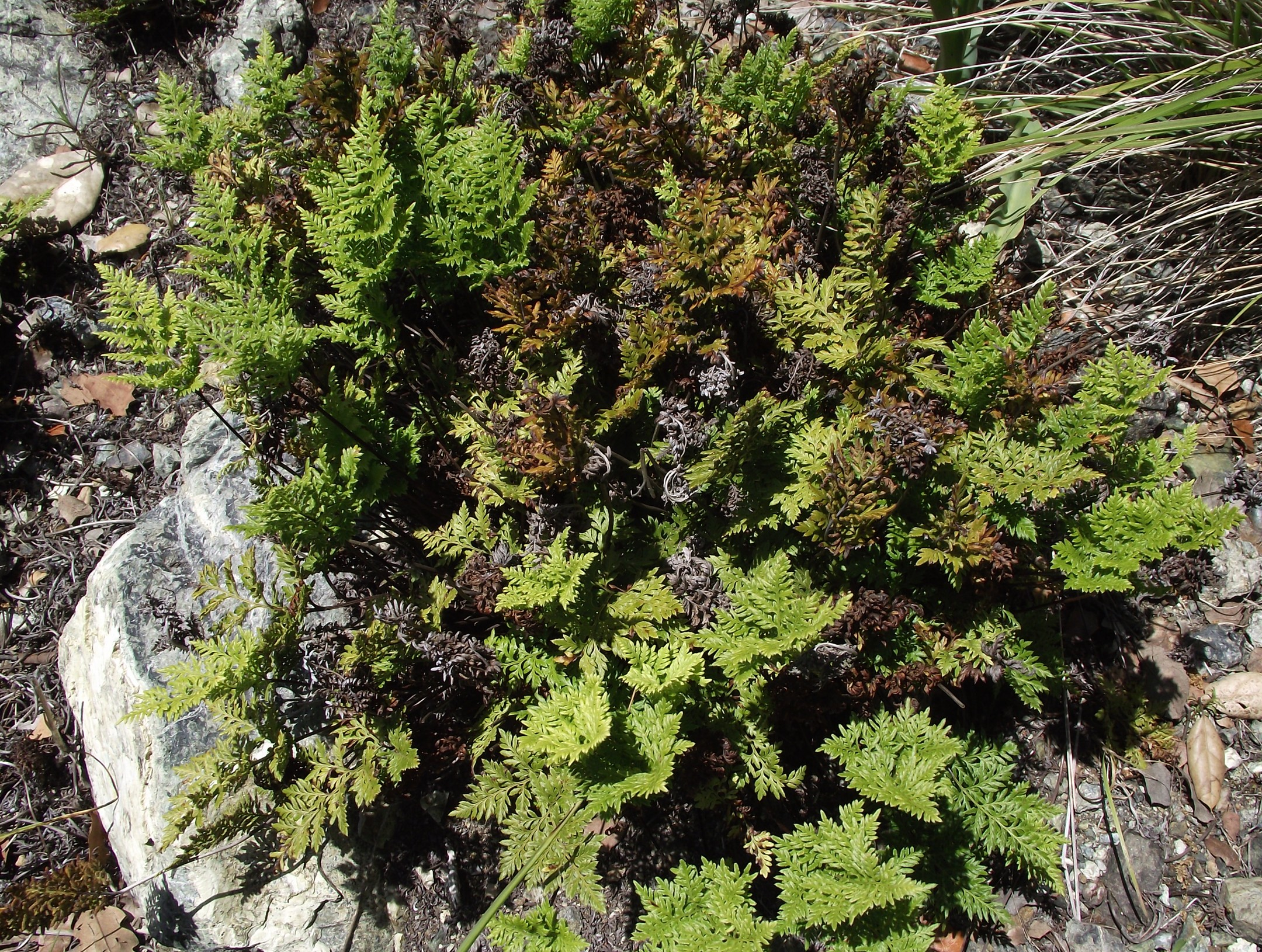